# Neuroleon (Neuroleon) syrus
Neuroleon (Neuroleon) syrus is een insect uit de familie van de mierenleeuwen (Myrmeleontidae), die tot de orde netvleugeligen (Neuroptera) behoort. 
Neuroleon (Neuroleon) syrus is voor het eerst wetenschappelijk beschreven door Navás in 1927.